# The Kendalls
The Kendalls waren in den 1970er und 1980er Jahren eines der erfolgreichsten Duos der US-amerikanischen Country-Musik. Es bestand aus Vater Royce Kendall (* 25. September 1927 als Royce Kuykendall in St. Louis, Missouri; † 22. Mai 1998 in Marquette, Iowa) und Tochter Jeannie Kendall (* 30. Oktober 1954 als Jeannie Kuykendall in St. Louis, Missouri). Obwohl ihre Werke radiofreundlich waren, gelang es ihnen, in einer Zeit, als viele Country-Künstler Pop- und Softrock-Elemente in ihre Musik mischten, ihren Wurzeln treu zu bleiben. Stattdessen arbeiteten sie Elemente von Bluegrass, Honky Tonk und Country-Gospel in ihre Musik ein. 

## Karriere
Royce Kendall trat ab 1969 mit seiner Tochter Jeannie, die noch ein Teenager war, auf. Bereits 1970 veröffentlichte das Vater-Tochter-Duo seine ersten Platten und hatte über die Jahre erste kleinere Hits. Auf dem Höhepunkt ihrer Karriere gewannen sie für ihren erfolgreichsten und bekanntesten Song Heaven’s Just a Sin Away im Februar 1978 den Grammy für die beste Country-Gesangsdarbietung eines Duos oder einer Gruppe. Das gleichnamige Album, das innerhalb eines Tages eingespielt wurde, erhielt 1982 eine Gold-Auszeichnung für 500.000 verkaufte Einheiten. Heaven’s Just a Sin Away war der erste wirklich große Hit der Kendalls in den Country-Charts, der vier Wochen die Spitzenposition halten konnte. Sie erhielten hierfür auch den CMA Award für die Single des Jahres. Nach 1978 waren The Kendalls fest im Country-Geschäft etabliert und platzierten zwischen 1970 und 1989 insgesamt 37 Hits in den Country-Charts des Billboard-Magazins. Sweet Desire (1978) und Thank God for the Radio (1984) waren weitere Spitzenreiter. Sweet Desire war der einzige ihrer vielen Hits, den Jeannie Kendall selbst geschrieben hatte.
Die Kendalls setzten ihre Tourneen und Auftritte auch nach ihrem kommerziellen Zenit fort und veröffentlichten mehrere CDs, bis Royce Kendall am 22. Mai 1998 während einer Tournee an einem Schlaganfall starb. Er hinterließ seine Frau Melba. Seine Tochter Jeannie setzte ihre Karriere solo fort und veröffentlichte 2003 ein selbstbetiteltes Album für Rounder. Zahlreiche Gäste wie Alan Jackson, Ricky Skaggs, Alison Krauss oder Rhonda Vincent waren hier zu hören. Die drei letztgenannten Künstler sorgten für eine deutlichere Bluegrass-Betonung in Kendalls’ Musik. Ein Jahr später folgte mit All the Girls I Am ein deutlich konventionelleres Country-Pop-Album. Beiden Alben war kein größerer Erfolg vergönnt und so wurde es in den folgenden Jahren wieder ruhig um Kendall.
Seit 2013 arbeitet sie mit Carl Acuff Jr. zusammen, mit dem sie in einer Show ihre alten Kendalls-Songs neu präsentiert.

## Diskografie

### Alben
| Jahr | Titel Musiklabel                    | Höchstplatzierung, Gesamtwochen, AuszeichnungChartplatzierungen (Jahr, Titel, Musiklabel, Platzierungen, Wochen, Auszeichnungen, Anmerkungen) | Höchstplatzierung, Gesamtwochen, AuszeichnungChartplatzierungen (Jahr, Titel, Musiklabel, Platzierungen, Wochen, Auszeichnungen, Anmerkungen) | Anmerkungen                          |
| Jahr | Titel Musiklabel                    | US | Country | Anmerkungen                          |
| ---- | ----------------------------------- | --- | --- | ------------------------------------ |
| 1977 | Heaven’s Just a Sin Away Ovation    | US— GoldUS | Country5 (85 Wo.)Country | erste Auflage als Let the Music Play |
| 1979 | Just Like Real People Ovation       | — | Country12 (20 Wo.)Country |                                      |
| 1980 | Heart of the Matter Ovation         | — | Country24 (32 Wo.)Country |                                      |
| 1981 | The Best Ovation                    | — | Country34 (22 Wo.)Country |                                      |
| 1981 | Lettin’ You in on a Feelin’ Mercury | — | Country42 (12 Wo.)Country |                                      |
| 1982 | Stickin’ Together Mercury           | — | Country38 (25 Wo.)Country |                                      |
| 1983 | Movin’ Train Mercury                | — | Country16 (94 Wo.)Country |                                      |
| 1984 | Two Heart Harmony Mercury           | — | Country27 (42 Wo.)Country |                                      |
| 1986 | Thank God for the Radio Mercury     | — | Country59 (15 Wo.)Country |                                      |
| 1986 | Fire at First Sight MCA             | — | Country47 (29 Wo.)Country |                                      |
| 1987 | Break the Routine Step One          | — | Country51 (16 Wo.)Country |                                      |

Weitere Alben
- 1971: Meet the Kendalls (Stop)
- 1972: Two Divided by Love (Dot)
- 1973: Leavin’ on a Jet Plane (Power Pak)
- 1978: Old Fashioned Love (Ovation)
- 1987: Break the Routine (Step One)
- 1989: 20 Favorites (Quality Special Products)
- 1995: Make a Dance (Lonesome Dove)

### Singles
| Jahr | Titel Album                                                             | Höchstplatzierung, Gesamtwochen, AuszeichnungChartplatzierungen (Jahr, Titel, Album, Platzierungen, Wochen, Auszeichnungen, Anmerkungen) | Höchstplatzierung, Gesamtwochen, AuszeichnungChartplatzierungen (Jahr, Titel, Album, Platzierungen, Wochen, Auszeichnungen, Anmerkungen) | Anmerkungen |
| Jahr | Titel Album                                                             | US | Country | Anmerkungen |
| ---- | ----------------------------------------------------------------------- | --- | --- | ----------- |
| 1970 | Leaving on a Jet Plane Meet the Kendalls                                | — | Country52 (6 Wo.)Country |             |
| 1972 | Two Divided by Love                                                     | — | Country53 (9 Wo.)Country |             |
| 1972 | Everything I Own Two Divided by Love                                    | — | Country66 (4 Wo.)Country |             |
| 1977 | Making Believe Heaven’s Just a Sin Away                                 | — | Country80 (7 Wo.)Country |             |
| 1977 | Heaven’s Just a Sin Away                                                | US69 (7 Wo.)US | Country1 (20 Wo.)Country |             |
| 1978 | It Don’t Feel Like Sinnin’ to Me Old Fashioned Love                     | — | Country2 (15 Wo.)Country |             |
| 1978 | Pittsburgh Stealers Old Fashioned Love                                  | — | Country6 (14 Wo.)Country |             |
| 1978 | Sweet Desire Old Fashioned Love                                         | — | Country1 (15 Wo.)Country |             |
| 1979 | I Had a Lovely Time Just Like Real People                               | — | Country5 (14 Wo.)Country |             |
| 1979 | Just Like Real People                                                   | — | Country11 (11 Wo.)Country |             |
| 1979 | I Don’t Do Like That No More Just Like Real People                      | — | Country16 (11 Wo.)Country |             |
| 1980 | You’d Make an Angel Wanna Cheat Heart of the Matter                     | — | Country5 (15 Wo.)Country |             |
| 1980 | I’m Already Blue Heart of the Matter                                    | — | Country5 (13 Wo.)Country |             |
| 1980 | Put It Off Until Tomorrow Heart of the Matter                           | — | Country9 (15 Wo.)Country |             |
| 1981 | Heart of the Matter                                                     | — | Country26 (11 Wo.)Country |             |
| 1981 | Teach Me to Cheat Lettin’ You In On A Feelin’                           | — | Country7 (16 Wo.)Country |             |
| 1982 | If You’re Waiting on Me (You’re Backing Up) Lettin’ You In On A Feelin’ | — | Country10 (19 Wo.)Country |             |
| 1982 | Cheater’s Prayer Stickin’ Together                                      | — | Country30 (12 Wo.)Country |             |
| 1982 | That’s What I Get for Thinking Stickin’ Together                        | — | Country35 (10 Wo.)Country |             |
| 1983 | Precious Love Movin’ Train                                              | — | Country19 (14 Wo.)Country |             |
| 1983 | Movin’ Train                                                            | — | Country20 (19 Wo.)Country |             |
| 1984 | Thank God for the Radio Movin’ Train                                    | — | Country1 (23 Wo.)Country |             |
| 1984 | My Baby’s Gone Movin’ Train                                             | — | Country15 (17 Wo.)Country |             |
| 1985 | I’d Dance Every Dance with You Two Heart Harmony                        | — | Country20 (17 Wo.)Country |             |
| 1985 | Four Wheel Drive Two Heart Harmony                                      | — | Country27 (14 Wo.)Country |             |
| 1985 | If You Break My Heart Two Heart Harmony                                 | — | Country26 (14 Wo.)Country |             |
| 1985 | Two Heart Harmony                                                       | — | Country45 (8 Wo.)Country |             |
| 1986 | Too Late Fire at First Sight                                            | — | Country42 (9 Wo.)Country |             |
| 1986 | Fire at First Sight                                                     | — | Country60 (7 Wo.)Country |             |
| 1986 | Little Doll Fire at First Sight                                         | — | Country46 (9 Wo.)Country |             |
| 1987 | Routine Break the Routine                                               | — | Country54 (8 Wo.)Country |             |
| 1987 | Dancin’ with Myself Tonight Break the Routine                           | — | Country51 (8 Wo.)Country |             |
| 1987 | Still Pickin’ Up After You Break the Routine                            | — | Country62 (7 Wo.)Country |             |
| 1988 | Rhythm of Romance Break the Routine                                     | — | Country57 (7 Wo.)Country |             |
| 1989 | Blue Blue Day 20 Favorites                                              | — | Country69 (6 Wo.)Country |             |

Weitere Singles
- 1970: Please Tell Me Why
- 1971: Love Love Love
- 1973: You and Me
- 1973: I Wanna Live Here in Your Love
- 1975: Love Do or Die
- 1975: Diesel Gypsy
- 1976: Imaginary Harmony
- 1995: Make a Dance

## Auszeichnungen für Musikverkäufe
| Goldene Schallplatte - Kanada - 1980: für das Album Old Fashioned Love Platin-Schallplatte - Kanada - 1979: für das Album Heaven’s Just a Sin Away |

Anmerkung: Auszeichnungen in Ländern aus den Charttabellen bzw. Chartboxen sind in ebendiesen zu finden.
| Land/RegionAuszeichnungen für Musikverkäufe (Land/Region, Auszeichnungen, Verkäufe, Quellen) | Gold     | Platin  | Verkäufe | Quellen         |
| -------------------------------------------------------------------------------------------- | -------- | ------- | -------- | --------------- |
| Kanada (MC)                                                                                  | Gold1    | Platin1 | 150.000  | musiccanada.com |
| Vereinigte Staaten (RIAA)                                                                    | Gold1    | —       | 500.000  | riaa.com        |
| Insgesamt                                                                                    | 2× Gold2 | Platin1 |          |                 |